# Ярослав Святославич
Яросла́в Святосла́вич (1070-ті — 1129) — князь муромський та рязянський (1097—1129), князь чернігівський (1123—1127). Молодший син великого князя київського Святослава Ярославич, онук Ярослава Мудрого, родоначальник муромської, рязанської та пронської гілок Рюриковичів.

## Життєпис
Вперше з'являється на сторінках літописів у 1096 році. За деякими даними виховувався у Німеччині.
У 1096 допомагав своєму брату Олегу Святославичу заволодіти Ростово-Суздальською землею. Святославичі були розбиті Мстиславом Володимировичем, сином Володимира Мономаха.
У 1097 р. разом з братами Олегом та Давидом брав участь в Любецькому з'їзді князів, разом з ними отримав Чернігівське князівство, але до смерті Давида князював у Муромі та Рязяні. 1101 року Ярослав разом з другими князями брав участь в укладанні миру у Золотчі з половцями.
У 1110 р. зазнав поразки від Мордви. 1123 року, після смерті брата Давида, обійняв Чернігівський престол.
1127 (1128) року Ярослава прогнав з Чернігова власний небіж, Всеволод Ольгович, який прийшов на Русь з Тмуторокані. Рішучий Всеволод зненацька захопив Чернігів, перебив ярославову дружину, пограбував місто, а Ярослава прогнав у Тмутаракань. Ображений Ярослав звернувся за допомогою до великого князя київського, Мстислава. Той почав готуватися до походу на Чернігів. Проте Всеволод знову всіх випередив, закликавши на поміч половецького хана Осулука (дядька по материнській лінії), дав йому можливість пограбувати міста і села Переяславщини та змусив Мстислава відмовитися від походу на Чернігів. Ярослав вирушив до рідного Мурома, де помер у 1129 році.

## Сім'я та діти
Дружина невідома на ім'я, померла у 1124 році. Діти:
- Юрій (?—1143) — князь муромський (1129—1143).
- Святослав (?—1145) — князь рязанський (1129—1143) і муромський (1143—1145)
- Ростислав (?—1153) — князь пронський (1129—1143), рязанський (1143—1145) і муромський (1145—1153)